# جان-فيليكس دوروثيه
جان-فيليكس دوروثيه (بالفرنسية: Jean-Félix Dorothée)‏ هو لاعب كرة قدم فرنسي في مركزي ظهير ‏ والدفاع، ولد في 2 أكتوبر 1981 في لو بلانك ميسنيل في فرنسا. لعب مع ستاد رين ونادي فالنسيا ونادي موسكرون.

## وصلات خارجية
- جان-فيليكس دوروثيه على موقع رابطة كرة القدم الفرنسية للمحترفين (الإنجليزية)
- جان-فيليكس دوروثيه على موقع قاعدة بيانات كرة القدم.إي يو (الإنجليزية)